# Krita
Krita (původně KImageShop a Krayon) je otevřený rastrový grafický editor z kancelářského balíku KOffice napsaný v Qt. Je navržený s důrazem na použití v oblasti digitálního umění a animace. Nabízí také prostředí pro vytváření komiksů a story boardů.
Využívá OpenGL akcelerace a podporuje práci s barvami, pokročilou správu štětců, nedestruktivní vrstvy a masky, správu vrstev, vektorovou grafiku a přepínatelné profily. Obsahuje rovněž nástroje pro práci s grafickými tablety a nástroje pro ilustrátory nebo vytváření textur.
Jedná se o rastrový editor, který na rozdíl od jiných programů určených pro digitální tvorbu poskytuje jiné prostory než RGB (např. CMYK, YCbCr), nabízí podporu HDR, až 32bitovou barevnou hloubku, perspektivní mřížku aj. Využívá open standardů a spolupracuje i s jinými aplikacemi.

## Historie
Počátky Krity sahají do roku 1998. Tehdy Matthias Ettrich, zakladatel KDE, přišel na kongresu Linuxu s myšlenkou vytvořit uživatelsky příjemnější prostředí grafické aplikace GIMP. Kvůli neshodám s GIMP komunitou začala KDE vyvíjet tento nápad samostatně. Posléze se stal součástí projektu KImage, který vyvíjel Michael Koch. V roce 1999 pak následoval oficiální začátek vyvíjení aplikace KImageShop. Účelem bylo vytvořit software kolem již existujícího ImageMagick, který by byl kompatibilní s GIMP pluginy a podobný Photoshopu.
Kvůli problémům s existencí podobných názvů se projekt přejmenoval na Krayon a následně Krita, který zůstal dodnes.
První verze se objevila v roce 2004 jako součást KOffice 1.4. Zpočátku se Krita soustředila na manipulaci s fotkami a grafiku, podobně jako např. Photoshop. Od roku 2009 se ale vývojáři primárně začali soustředit na vytvoření prostoru pro digitální kresbu a animaci (jako např. PaintToolSAI).
V tomto roce také nastalo zrychlení a větší stabilita vývoje díky fund raisingu, mimo jiné od Googlu v rámci Google Summer of Code. Díky tomu mohlo na projektu pracovat také plno studentů, mj. Slovák Lukáš Tvrdý. Zasloužil se hlavně o vylepšování štětců a zlepšení stability Krity ve verzi 2.1.
V roce 2012 byla pak založena Krita Foundation, která zajistila stabilní a kontinuální vývoj programu i po další léta.

## Uživatelské rozhraní
Prostředí Krity je velmi přizpůsobitelné. Na výběr je zde z několika barevných módů a také možnost přizpůsobit si jednotlivé doky podle svých představ, které si lze uložit i jako trvalou pracovní plochu. Samotné uživatelské rozhraní Krity je navrženo pro práci s grafickým tabletem. Díky tomu tak kromě klasických klávesových zkratek poskytuje i možnosti příkazů podržením nebo tažením tlačítek na peru. Pravým kliknutím myši se pak zorazí pop-up paleta s nabídkou štětců, barevného kruhu, velikosti tahu, průhledností, ale i s možností zrcadlení nebo přiblížení. 
Textury štětců vychází z reálných předloh a poskytují tak kvalitní nástroj pro digitální tvorbu. Štětce lze modifikovat, přidat další z externího zdroje nebo vlastnoručně naprogramovat zcela nové. K dispozici je i stabilizátor, možnost multibrush, pravítka a bod zmizení (vanishing point), který je nápomocný hlavně při 3D kresbě.
Krita dále nabízí možnost masek, nástroje výběru a transformace. Za zmínku stojí také podpora G'MIC filtrů a předinstalované filtry, které umožňují např. desaturaci, různé typy rozostření, invertaci, přechod barvy do alfa kanálu apod.

### Nástroje pro vektorovou grafiku
Přestože se jedná především o rastrový editor, k dispozici jsou i vektorové nástroje jako cesty, objekty, písma a další. Vektorové vrstvy se ukládají samostatně do souboru s příponou .svg, která je nejrozšířenějším vektorovým formátem, a umožňuje tak úpravu těchto vrstev i např. v Inkscape.
Soubory vytvořené v Kritě se ukládají s příponou .kra, je však možné soubor uložit kromě běžných přípon i jako dokument Photoshopu, Gimpu, JPEG-2000 apod.

### Nástroje pro animaci
Krita také nabízí rozhraní pro vytváření frame-by-frame 2D animací, které je podobné Adobe Animate. Klíčovými vlastnostmi jsou možnost importu audia, onion skin a možnost importu a exportu animace jako celku, nebo jako skupiny snímků.